# Pensər
Pensər è un comune dell'Azerbaigian situato nel distretto di Astara. Conta una popolazione di 4 702 abitanti.